# Фатіх Ченгіз
Фатіх Ченгіз (тур. Fatih Cengiz; нар. 26 вересня 1995) — турецький борець греко-римського стилю, бронзовий призер чемпіонату світу.

## Життєпис
Боротьбою почав займатися з 2005 року. У 2001 році став срібним призером чемпіонату Європи серед кадетів. У 2017 став чемпіоном світу серед молоді. Наступного року здобув бронзові нагороди на чемпіонатах Європи та світу серед молоді.
Виступає за борцівський клуб «Kaiseryi Seker». Тренер — Зекі Сахін.

## Спортивні результати на міжнародних змаганнях

### Виступи на Чемпіонатах світу
| Змагання                        | Збірна    | Вагова категорія                 | Місце  |
| ------------------------------- | --------- | -------------------------------- | ------ |
| Чемпіонат світу з боротьби 2017 | Туреччина | греко-римська боротьба, до 75 кг | Бронза |
| Чемпіонат світу з боротьби 2018 | Туреччина | греко-римська боротьба, до 77 кг | 11     |
| Чемпіонат світу з боротьби 2019 | Туреччина | греко-римська боротьба, до 77 кг | 20     |

### Виступи на Чемпіонатах Європи
| Змагання                         | Збірна    | Вагова категорія                 | Місце |
| -------------------------------- | --------- | -------------------------------- | ----- |
| Чемпіонат Європи з боротьби 2019 | Туреччина | греко-римська боротьба, до 77 кг | 5     |

### Виступи на інших змаганнях
| Змагання                                                       | Збірна    | Вагова категорія                 | Місце  |
| -------------------------------------------------------------- | --------- | -------------------------------- | ------ |
| Золотий Гран-прі з боротьби 2013 (Баку)                        | Туреччина | греко-римська боротьба, до 74 кг | 9      |
| Турнір Вехбі Емре і Гаміта Каплана 2015                        | Туреччина | греко-римська боротьба, до 80 кг | 5      |
| Турнір Вехбі Емре і Гаміта Каплана 2017                        | Туреччина | греко-римська боротьба, до 75 кг | Золото |
| Кубок Владислава Пітласинські 2017                             | Туреччина | греко-римська боротьба, до 75 кг | 14     |
| Меморіал Іона Корнеану і Ладислава Сімона 2017                 | Туреччина | греко-римська боротьба, до 75 кг | Срібло |
| Меморіал Болата Турлиханова 2017                               | Туреччина | греко-римська боротьба, до 75 кг | Золото |
| Кубок Тахті 2018                                               | Туреччина | греко-римська боротьба, до 77 кг | Бронза |
| Турнір Вехбі Емре і Гаміта Каплана 2018                        | Туреччина | греко-римська боротьба, до 77 кг | Золото |
| Чемпіонат світу з боротьби серед студентів 2018                | Туреччина | греко-римська боротьба, до 77 кг | Золото |
| Клубний чемпіонат світу з боротьби 2018                        | Туреччина | команда                          | 4      |
| Турнір Вехбі Емре і Гаміта Каплана 2019                        | Туреччина | греко-римська боротьба, до 77 кг | Золото |
| Кубок Владислава Пітласинські 2019                             | Туреччина | греко-римська боротьба, до 77 кг | Золото |
| Відкритий чемпіонат Загреба з боротьби 2020                    | Туреччина | греко-римська боротьба, до 77 кг | 7      |
| Гран-прі Франції Анрі Деглана 2021                             | Туреччина | греко-римська боротьба, до 77 кг | Золото |
| Київський Міжнародний турнір з боротьби 2021                   | Туреччина | греко-римська боротьба, до 82 кг | 16     |
| Олімпійський кваліфікаційний турнір з боротьби 2021 (Будапешт) | Туреччина | греко-римська боротьба, до 77 кг | 12     |

### Виступи на змаганнях молодших вікових груп
| Змагання                                       | Збірна    | Вагова категорія                 | Місце  |
| ---------------------------------------------- | --------- | -------------------------------- | ------ |
| Чемпіонат Європи з боротьби серед кадетів 2012 | Туреччина | греко-римська боротьба, до 76 кг | Срібло |
| Чемпіонат Європи з боротьби серед юніорів 2014 | Туреччина | греко-римська боротьба, до 84 кг | 8      |
| Чемпіонат Європи з боротьби серед молоді 2017  | Туреччина | греко-римська боротьба, до 75 кг | 7      |
| Чемпіонат світу з боротьби серед молоді 2017   | Туреччина | греко-римська боротьба, до 75 кг | Золото |
| Чемпіонат Європи з боротьби серед молоді 2018  | Туреччина | греко-римська боротьба, до 77 кг | Бронза |
| Чемпіонат світу з боротьби серед молоді 2018   | Туреччина | греко-римська боротьба, до 77 кг | Бронза |